# (21430) Brubrew
(21430) Brubrew (1998 FG107) – planetoida z grupy pasa głównego asteroid okrążająca Słońce w ciągu 3,69 lat w średniej odległości 2,39 j.a. Odkryta 31 marca 1998 roku.